# L’Alcúdia
L’Alcúdia, ehemals Alcudia de Carlet, ist eine Gemeinde in der spanischen Provinz Valencia. Sie befindet sich in der Comarca Ribera Alta.

## Geografie
Das Gemeindegebiet von Carlet grenzt an das der folgenden Gemeinden: Benimodo, Carlet, Guadassuar, Masalavés, Tous, die alle in der Provinz Valencia liegen.

## Geschichte
Der Ort ist nach einem maurischen Bauernhaus aus dem 13. Jahrhundert benannt, das 1238 vom aragonesischen König Jaume I. (Jakob I.) an Pere de Montagut verliehen wurde. Am 17. Januar 1252 gewährte dieser 54 christlichen Pionieren nach der Rückeroberung der maurischen Gebiete Valencias das Recht, auf diesen Ländereien eine Gemeinde zu gründen. Die Stadt war in viele der Konflikte verwickelt, die Spanien im Laufe seiner Geschichte erschütterten: Sie wurde während der  Rebelión de las Germanías Anfang des 16. Jahrhunderts geplündert; im 18. Jahrhundert, während des Spanischen Erbfolgekriegs, plünderten die bourbonischen Truppen sie erneut, und schließlich beherbergte sie während des Halbinselkriegs ein Lager französischer Truppen, die alles von den Dorfbewohnern plünderten und sie in Schulden zurückließen. Während des Spanischen Bürgerkriegs hatte der Ort das Glück, in der Nachhut zu bleiben, was ihn jedoch nicht davor bewahrte, von Flugzeugen des faschistischen Italien bombardiert zu werden, welches den Aufstand von Francisco Franco unterstützten.
Ein früherer Name für diese Ortschaft auf Spanisch ist Alcudia de Carlet, der während des Franco-Regimes in Gebrauch war. Nach Francos Tod im Jahr 1975 und der Einführung der Demokratie in Spanien fiel der Name in Ungnade und die Bevölkerung stimmte dafür, ihn zu ändern.

## Wirtschaft
Bis in die jüngste Vergangenheit stützte sich die Stadt fast ausschließlich auf ihre landwirtschaftliche Produktion (hauptsächlich Orangen und Gemüse). Seit einigen Jahren wird auch die Kakifrucht angebaut.

## Persönlichkeiten
- Voro (* 1963), Fußballer
- Andrés Palop (* 1973), Fußballer